# Balogh János (biológus)
Balogh János (Lonka, 1913. február 19. – Budapest, 2002. augusztus 15.) Kossuth- és Széchenyi-díjas zoológus, ökológus, egyetemi tanár, a Magyar Tudományos Akadémia rendes tagja.

## Jelentősége
A nemzetközi zoológia és ökológia kiemelkedő személyisége, a zoocönológiai és trópusi ökológiai kutatások hazai elindítója.

## Élete
1913. február 19-én született a Máramaros vármegyei Lonkán. Szülei tanítók voltak. Édesapja elesett az első világháborúban, édesanyja elhunyt a spanyolnátha járványban, így 8 évesen az anyai nagyszüleihez került Túrkevére. A negyedik osztály elvégzése után a kitűnően tanuló hadiárvát felvették a budapesti Protestáns Országos Árvaházba, ahonnan a legendás Budapest-Fasori Evangélikus Gimnáziumba íratták be. A Királyi Magyar Pázmány Péter Tudományegyetem (a mai ELTE Természettudományi Kar) elvégzése után, 1935-ben, egyetemi doktorátust szerzett, majd 1937–1946 között a dr. Dudich Endre professzor által vezetett Állatrendszertani és Állatföldrajzi Tanszéken kezdte meg tevékenységét, eleinte mint fizetés nélküli gyakornok, majd tanársegéd, később adjunktus. 1944-ben habilitált. Ezután a Magyar Tudományos Akadémián dolgozott, majd 1951-ben tudományos kutatóként visszatért a tanszékre, ahol Talajzoológiai Kutatócsoport egyik alapítója és vezetője lett (1960–1980). Európai viszonylatban elsők között foglalkoztak az erdőtalajok szervesanyag dekompozíciójának zoogén faktoraival.
Életművének legjelentősebb eredménye ökológiai és zoocönológiai munkássága, elméleti kutatásainak szintéziseként megjelent két legfontosabb könyve:
- A zoocönológia alapjai, Budapest 1953. és a
- Lebensgemeinschaften der Landtiere, Budapest-Berlin, 1958.

Az első magyar, a második európai viszonylatban alapvető kézikönyv, amellyel megalapozta a hazai zoocönológia és az életközösségek kutatásának helyes irányait, tisztázva, kikristályosítva a fontos fogalmakat, megismertetve e tudomány kutatási módszereivel is, nem véletlen, hogy még ma is sokat idézik.
1952-ben elnyerte a biológiai tudomány kandidátusa, majd két évre rá a biológiai tudomány doktora címet. 1965-ben már az MTA levelező tagja, és 1966-tól egyetemi tanár. 1973-ban lett az MTA rendes tagja. Az MTA Biológiai Osztályának alelnöke volt 1970–1973, majd elnöke 1973–1980 közt. 1985-ben az ELTE díszdoktorává avatta. Az Osztrák Tudományos Akadémia tiszteletbeli tagja lett 1986-ban.
Az oktatásban elsősorban az ökológia tantárgy megalapozásával vett részt, a biológus és a biológia-tanár szakos hallgatóknál, de örömmel jártak óráira az első éves földtudomány szakos hallgatók is, akik számára "A biológia alapjai" című tárgy keretében igyekezett a Föld fontos nagy ökológiai problémáira felhívni a figyelmet. Rámutatott a különböző természettudományi kutatások eredményei szintézisének szükségességére is. Rendkívül sokat olvasva, csodálatos érzékkel, hazánkban elsőnek mutatott rá azokra az összefüggésekre és problémákra, amelyek bolygónk múltbeli és jelenlegi működésével kapcsolatosak. Ő beszélt elsőként az egyetemi hallgatóknak például az oxigénes légkör abiotikus és biotikus evolúciótól függő alakulásának kapcsolatairól, a modern szemléletű kontinensvándorlás ökológiai hatásáról és zoológiai bizonyíthatóságáról. Kitűnő előadóképességgel rendelkezett, személyes élményeit is mindig beleszőtte a mondandóba, és lebilincselte a hallgatóságot. PhD-kurzusait még halálának évében is megtartotta.
1963-tól kezdve teljesült az ötvenéves professzor álma első ízben, amikor is mint a Magyar UNESCO Bizottság tagja, UNESCO támogatással először vezethetett egy talajzoológiai expedíciót Afrikába. Ezután ilyen támogatással, valamint kiterjedt nemzetközi kapcsolatai révén számos trópusi talajzoológiai expedíciót szervezett 1963–2001 között Afrikába, Dél-Amerikába, Ázsiába, Új-Guineába, Ausztráliába, Óceániába és Új-Kaledóniába.
Az utolsó három általa irányított trópusi expedíció (2000–2001 folyamán) az MTA és a Magyar Televízió együttes szervezésében a Seychelle-szigetek, Mauritius, Réunion, Gabon, São Tomé, Chile és Bolívia eső- és mohaerdeit, valamint paramo vegetációját célozta.
A kutatások rész szintéziseként két fontos könyve jelent meg: 
- Balogh J. and Balogh P. (1992): The Oribatid Genera of the World, I-II., valamint
- Balogh J. and Balogh P. (2002): Identification keys to the Oribatid Mites of the Extra-Holarctic Regions, vols I.-II.

Az expedíciók gyűjtött anyagának feldolgozásából publikációk százai jelentek meg szerte a világon.
Szorosabb értelemben vett tudományos munkássága mellett minden alkalmat megragadott, élve a televízió, a rádió adta lehetőséggel, hogy felhívja a figyelmet az élő bolygónkat veszélyeztető problémákra (már 1971-ben, az elsők közt mutatott rá a felmelegedés veszélyére), az ökológiai törvényszerűségek figyelembevételének szükségességére, az erdők, a vizek, a levegő védelmére. Nem vetette meg, sőt felismerte a tudományos népszerűsítés rendkívüli fontosságát, ezért elfogadta az iskolák előadásokra való felkéréseket is. Rendkívül népszerű volt és igen elismert A napsugár nyomában című TV-filmsorozata, és sokan hallgatták szívesen a rádióban elhangzott érdekes előadás-sorozatait. Kiemelkedő ezen a téren a Duna-TV-ben bemutatott két sorozat: Lesz-e Holnap? és az Út a jövőnkbe tíz, illetve húsz részben. Ez utóbbit az Európai Napenergia Bizottság nemzetközi kitüntetésben részesítette. Beszéljünk a jövőnkről c. TV-előadásaival egészen haláláig szót emelt a „megsebzett bolygó”-ért.
Kutatói pályafutásának kezdete a Sas-hegyhez kötődik. 1930 és 1934 között tervszerű kutatásokat végzett a hegy pókfaunájának megismerésére. Eredményeiből született az 1935-ben nyomtatásban is megjelent doktori disszertációja, a „Sas-hegy pókfaunája”, mely egyike a legtöbbet idézett hazai zoológiai irodalmaknak. A Budai Sas-hegy Természetvédelmi Területen folyó pókkutatás számára a mai napig alapvető fontosságú mű.
Balogh János harmincas években végzett alapos kutatásai Budapesten a világon egyedülálló lehetőséget teremtettek. Az utódoknak módjuk van arra, hogy egy várossal körbeölelt „szigeten” időről időre összevessék az 1930-as évek és saját koruk pókfaunáját, és ennek alapján értékeljék a hegy természetmegőrző képességét.
2002. augusztus 15-én hunyt el. Sírja Túrkeve-Ecsegpusztán a Hortobágy-Berettyó töltésének tövében található, síremlékét Györfi Sándor szobrászművész faragta egy máramarosi sziklából.

## Emléke
2005-től évente kerül megrendezésre a dr. Balogh János ökológus-zoológus-akadémikus nevét viselő Nagykunsági – Nagy-Sárréti Tájökológiai Konferencia Túrkevén. A szervezésben és lebonyolításban együttműködő partnerek az alapító Alföldkutatásért Alapítvány Kisújszállás és a szintén alapító Túrkevéért Alapítvány, valamint Túrkeve Város Önkormányzata és a Túrkevei Petőfi Sándor Általános Iskola. A szervezők abban bíznak, hogy a konferencia hosszabb távon lehetőséget teremt Balogh János szellemi hagyatékának ápolására, bevonva újabb és újabb érdeklődőket és generációkat a folyamatba. Az előadók között minden évben általános iskolások, egyetemisták, friss diplomások és gyakorlott szakemberek egyaránt jelen vannak biztosítva az ökológiai szemlélet átadásának folytonosságát.
A konferencia alkalmával minden évben átadásra kerül a Dr. Balogh János díj. A díjazottak a biológia és ökológia tudományterületén végzett sok éves kutatói vagy oktatói tevékenységük elismeréseként részesülnek a kitüntetésben.
Dr. Balogh János professzorról egykori tanítványai és mindenkori tisztelői minden év augusztusában megemlékezést és koszorúzást tartanak az ecsegpusztai sírhelynél. Így az évente, általában februárban megrendezésre kerülő konferencia mellett szintén évente, augusztusban is tiszteletüket teszik az akadémikus emléke előtt a professzor munkásságának tisztelői.

## Művei
- Magyarország páncélosatkái; MTA, Bp., 1943 (Matematikai és természettudományi közlemények)
- A zoocönológia alapjai; Akadémiai, Bp., 1953
- Aleser Jenő–Balogh János: Öntözéses növénytermelés. 1.; 3. átd. kiad.; Mezőgazdasági, Bp., 1954 (Mezőgazdasági technikumok tankönyvei)
- Lebensgemeinschaften der Landtiere. Ihre Erforschung unter besonderer Berücksichtigung der zoozönologischen Arbeitsmethoden; Akadémiai, Berlin–Bp., 1958
- Identification keys of holarctic Oribatid mites Acari families and genera; Akadémiai, Bp., 1963
- The Oribatid genera of the world; angolra ford.Gozmány László; Akadémiai, Bp., 1972
- Bioszféra-expedíció; RTV-Minerva, Bp., 1980
- Atkák XV = Acari XV, (Mahunka Sándorral), Akadémiai, Bp., 1980
- Az Őrség kapujában. Felsőmarác története. Monográfia; Közös Községi Tanács V. B., Csákánydoroszló, 1981
- Érdekes szigetek; RTV Minerva, Bp., 1982
- Aleser Jenő–Balogh János: Primitive Oribatids of the Palaearctic region; angolra ford. Gozmány László; Akadémiai–Elsevier, Bp.–Amsterdam, 1983 (The soil mites of the world)
- Haldokló őserdők nyomában; RTV-Minerva, Bp., 1984
- A megsebzett bolygó; Móra, Bp., 1985
- Balogh János–Balogh Péter: Oribatid mites of the neotropical region; Elsevier–Akadémiai, Amsterdam–Bp., 1988-
- Balogh János–Balogh Péter: The Oribatid mites genera of the world, 1-2.; Hungarian Natural History Museum, Bp., 1992
- Balogh János–Balogh Péter: Identification keys to the Oribatid mites of the extra-Holarctic regions, 1-2.; Well-PRess, Miskolc, 2002
- Túrkevétől Óceániáig; szerk. Fábián Gyula, Dippold Pál; Nemzet Lap- és Könyvkiadó, Bp., 2003
- Pusztuló őserdők, virágzó sivatagok. Feljegyzések és emlékképek trópusi utazásaimról; szerk. Balogh Péter, Simó Márton; Magyar Nyelvért Alapítvány, Bp., 200

## Rádióműsorai és filmjei
- A napsugár nyomában   TV-filmsorozat
- Expedícióval a Föld körül   TV-filmsorozat
- A megsebzett bolygó   TV-filmsorozat
- Magnóval a világ körül  (1971-72) rádióműsor sorozat
- Érdekes szigetek  (1974-1976) rádióműsor sorozat
- Muzsikáló természet  (1981-90) rádióműsor sorozat
- Lesz-e Holnap?   (1994) Duna TV filmsorozat 10 részben
- Út a jövőnkbe  (1996) Duna TV filmsorozat 20 részben
- Múltból vett jövő (1997) Duna TV filmsorozat 20 részben
- Noé bárkái   (1983) R: Kollányi Ágoston (Balogh János munkatársként)

## Díjai, kitüntetései
- Kossuth-díj (1963)
- Pro Natura emlékérem (1983)
- ELTE díszdoktora (1985)
- Széchenyi-díj (1993) – Életművéért, nemzetközileg is kiemelkedő produkció-biológiai munkásságáért, tudományos népszerűsítő tevékenységéért.
- Pro Natura díj (1993)
- Akadémiai Aranyérem (1995)
- Magyar Örökség díj (1997)
- Pro Renovanda Hungariae Alapítvány fődíja (1999)
- A Magyar Köztársasági Érdemrend középkeresztje a csillaggal (2000)
- Magyar Corvin-lánc (2001)